# Kościół św. Leonarda w Jeżowie
Kościół Świętego Leonarda – rzymskokatolicki kościół cmentarny należący do parafii Świętego Józefa Oblubieńca Najświętszej Maryi Panny.

## Historia
Świątynia powstała w 2 połowie XVII wieku. W 1757 roku została odrestaurowana, dzięki staraniom Jakuba Azarycza benedyktyna z jeżowskiego klasztoru. W 1946, 1978 i 2003 roku kościół był remontowany.

## Architektura i wnętrze
Jest to budowla drewniana, składająca się z jednej nawy, posiadająca konstrukcję zrębową. Kościół jest orientowany, do jego budowy użyto drewna modrzewiowego. Prezbiterium świątyni jest mniejsze od nawy i zamknięte jest prostokątnie, z boku znajduje się zakrystia. Od frontu nawy jest umieszczona kruchta. Budowlę nakrywa dach dwukalenicowy, pokryty gontem, posiadający wieżyczkę na sygnaturkę, która jest zwieńczona baniastym hełmem blaszanym. Do wyposażenia świątyni należy belka tęczowa z krucyfiksem późnobarokowym, pochodząca z 2 połowy XVII wieku. Ołtarz główny w stylu wczesnobarokowym pochodzi z połowy XVII wieku. Dwa ołtarze boczne w stylu barokowym pochodzą z 1 połowy XVIII wieku.